# Tobias Iaconis
Tobias Iaconis (Landstuhl, 21 febbraio 1971) è uno sceneggiatore statunitense.
È noto per essere stato lo sceneggiatore, assieme a Mikki Daughtry dei film La Llorona - Le lacrime del male e Five Feet Apart.